# Ocnogyna primula
Ocnogyna primula là một loài bướm đêm thuộc phân họ Arctiinae, họ Erebidae.